# Croacia (Madrid)
Croacia je bio hrvatski iseljenički list, izdanje Hrvata iz 
Španjolske.
Izlazio je u Madridu kao bilten na španjolskom jeziku, a prvi broj je izašao 1951.

## Vanjske poveznice
- Bibliografija Hrvatske revije  Arhivirana inačica izvorne stranice od 17. lipnja 2006. (Wayback Machine) Croacia. Madrid, 1951.